# Gilberto Penayo
Gilberto Penayo   (Asunción, 3 d'abril de 1933 - 27 d'octubre de 2020) va ser un futbolista paraguaià.

## Selecció del Paraguai
Va formar part de l'equip paraguaià a la Copa del Món de 1958. Fou jugador de Club Libertad i Club Sol de América.